# Re-Mission
Re-Mission est un jeu vidéo de tir à la troisième personne développé par Realtime Associates et édité par Hopelab (en), sorti en 2006 sur Windows.
Le jeu a eu une suite, Re-Mission 2, également sorti en 2006.

## Système de jeu
Le joueur contrôle RX5-E (« Roxxie »), un nanorobot conçu pour être injecté dans le corps humain et combattre certains types de cancer au niveau cellulaire. Pendant 20 niveaux, le joueur doit surveiller le patient et faire un rapport des symptômes au Dr. West.
Le jeu a pour objectif d'améliorer les comportements vertueux chez les jeunes patients atteints d'un cancer.

## Accueil
Disponible gratuitement, le jeu avait été téléchargé 76 000 fois en mai 2007.